# Abdul Munim Riad

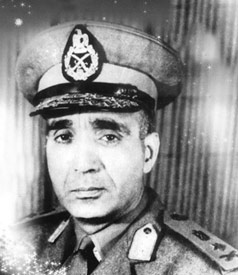
Abdul Munim Riad

Abdul Munim Riad (* 22. Oktober 1919 in Tanta; † 9. März 1969; arabisch عبد المنعم رياض, DMG ʿAbd al-Munʿim Riyāḍ) war ein General und Stabschef (CdS) der ägyptischen Armee.
Abdul Munim Riad befehligte die jordanischen Streitkräfte im Sechstagekrieg. Er und mehrere seiner Soldaten wurden am 9. März 1969 bei einem israelischen Mörserangriff getötet.